# 称名寺式

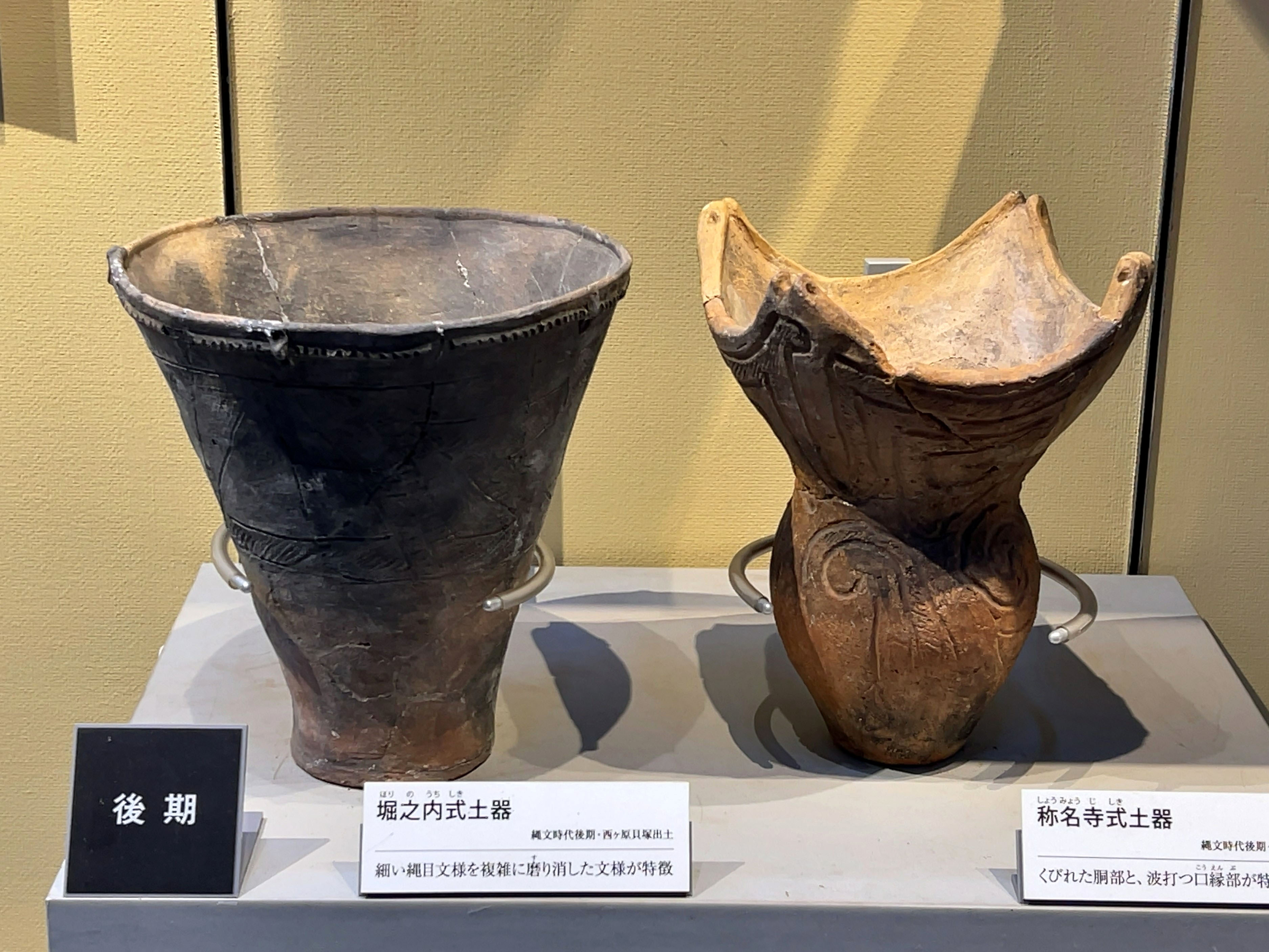
称名寺式土器（右）

称名寺式（しょうみょうじしき）とは、関東地方を中心に分布する縄文時代後期初頭の縄文土器の型式名である。横浜市金沢区称名寺貝塚の調査で位置付られ、同貝塚を標式遺跡とする。

## 研究略史
1951年（昭和26年）と1957年（昭和32年）に吉田格によってA～Jまである称名寺貝塚のうちA貝塚とB貝塚が調査され、古相として称名寺式第一群土器、新相として称名寺式第二群土器が位置付けられた。吉田は堀之内式に先行するものとして位置づけ、1960年代に並行する土器型式が発見できないなどから独立した型式として位置付けるべきか疑問を投げかける風潮もあったが、1977年（昭和52年）に提示された今村啓爾の編年案、1985年（昭和60年）の中島庄一による他の土器様式との並存関係を論じた文様モチーフの研究などによって位置付けが確定されてきた。先行する加曾利E式や後続する堀之内式との並行関係が明らかになるとともに加曾利E式と堀之内式の間に位置付けられる土器型式としての位置が確定し、吉田の提唱した称名寺式第一群土器、称名寺式第二群土器と大体同じ内容でI式とII式が位置付けられることとなった。

## 器形、施文
称名寺式の器形は、わずかに浅鉢や碗がみられるものの、ほとんどが深鉢である。胴部から口縁部は開くが、口縁端部がやや内側にカーブし、胴部中央でゆるやかに屈曲する器形や、口縁部が対角線上に2対の突起をもち、胴部がゆるやかにくびれる器形がある。
文様は、器面を2段に分けて、たとえばJ字状に縄文が施される文様帯が繰り返すようなタイプと、器面全体を縦に縄文を施した文様帯が施されるものとがある。また、やや厚手で、沈線を2重に施文して太い沈線にしたせいか沈線内部に盛り上がった部分をもつタイプがある。後者は、西日本の中津式の影響があったとされ、O字モチーフをもつものが目立つ。称名寺式と加曾利E式の分布域が重複することからも、J字の文様帯は、加曾利EⅣ式のS字状の文様帯が変化、継承されたものと考えられている。器面を2段に区分するものも、器面全体に縦に文様帯をほどこすものも、縄文が施された文様帯と丁寧に磨かれた無文の部分とが交互に繰り返される形となっている。

## 編年
称名寺式の古相に属する称名寺Ⅰ式は、明確でないが2段に見えるJ字、O字、渦巻き状、剣先状の文様帯に縄文を充填または、前者の反転した文様帯に縄文を充填し、無文部分を磨いている。Ⅱ式は、文様帯が斜めになって、文様帯を区分する沈線が、胴部下半部では「消失」するように施文し、文様帯には、刺突文が充填される。

## 柄鏡形竪穴建物と称名寺式
称名寺式期に特徴的なのは、加曾利E式期まで円形だった竪穴建物跡の入口部分が突出し、あたかも柄鏡のような形になることから、柄鏡形竪穴建物と呼ばれる建物がつくられることである。中部山岳地域に散見される敷石建物もほぼ並行する時期に見られる。柄鏡形建物は加曾利EⅣ期にその萌芽がみられ、入口部分にエナを納めるといわれる埋甕がみられるが、称名寺式期には入口部分が突出して同様な埋甕がみられ、運が良ければ発掘調査で炉に使われた炉体土器とともに建物の時期を直接示す土器を2個体検出できることがある。